# Saint-Germain-près-Herment
Saint-Germain-près-Herment ist eine französische Gemeinde mit 62 Einwohnern (Stand 1. Januar 2022) im Département Puy-de-Dôme in der Region Auvergne-Rhône-Alpes (vor 2016 Auvergne). Die Gemeinde gehört zum Arrondissement Riom (bis 2017 Clermont-Ferrand) und zum Kanton Saint-Ours (bis 2015 Herment).

## Lage
Saint-Germain-près-Herment liegt etwa 45 Kilometer westsüdwestlich von Clermont-Ferrand in der alten Kulturlandschaft der Combrailles. Umgeben wird Saint-Germain-près-Herment von den Nachbargemeinden Verneugheol im Norden und Westen, Herment im Norden, Sauvagnat im Nordosten, Briffons im Osten und Südosten, Lastic im Süden, Bourg-Lastic im Süden und Südwesten sowie Laroche-près-Feyt im Westen und Südwesten.

## Bevölkerungsentwicklung
| Jahr                       | 1962 | 1968 | 1975 | 1982 | 1990 | 1999 | 2006 | 2013 |
| Einwohner                  | 171  | 177  | 154  | 117  | 90   | 75   | 74   | 80   |
| Quellen: Cassini und INSEE |      |      |      |      |      |      |      |      |

## Sehenswürdigkeiten
- Dolmen von Farges, seit 1889 Monument historique